# Termas de Antonino

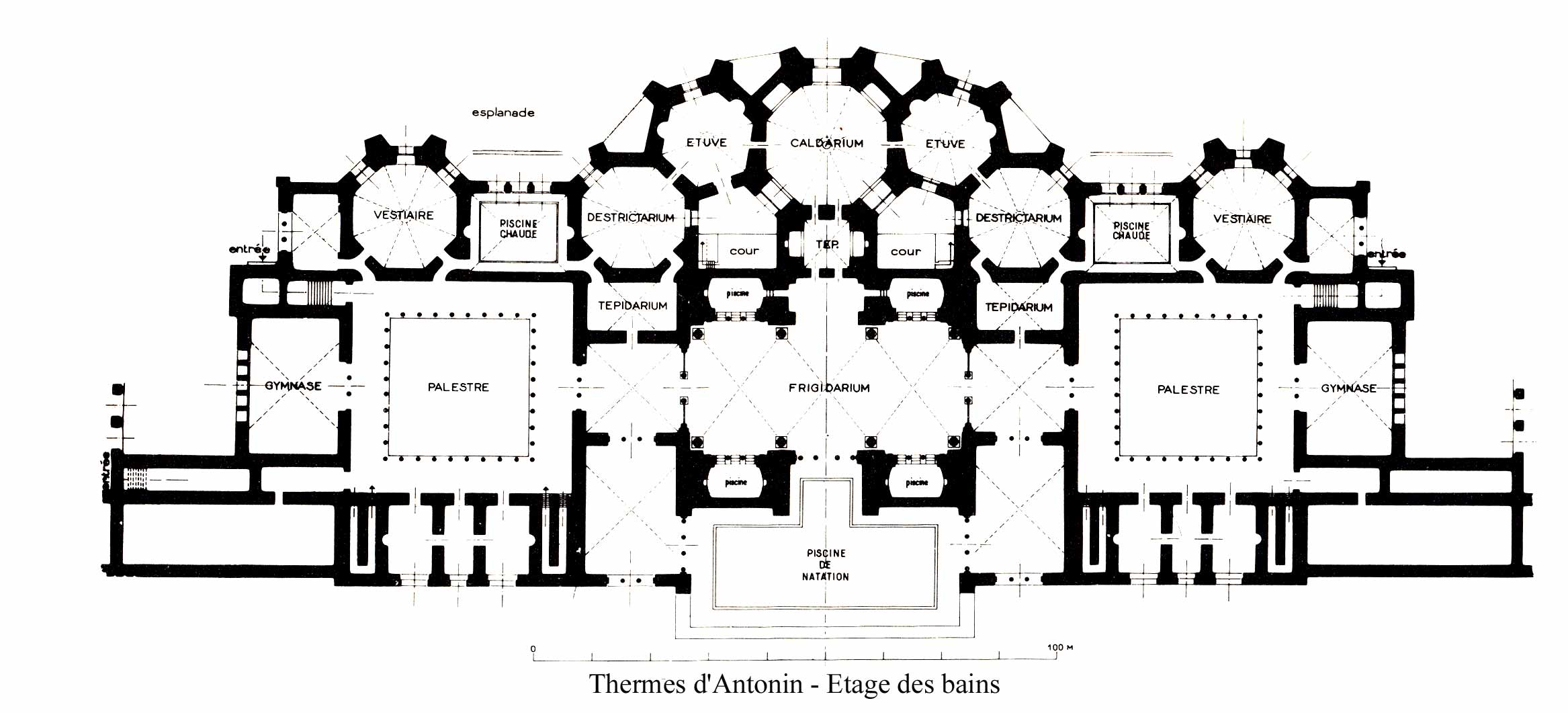
Plano de las termas de Antonino.

Las Termas de Antonino o Termas de Cartago fueron unas de las termas más importantes del Imperio romano, y las mayores construidas en suelo africano. Fueron edificadas en el siglo II y su ubicación frente la costa tunecina era muy privilegiada y son excepcionales por la cantidad de restos, a pesar de los estragos del feroz despojo de materiales, en el sitio arqueológico de Cartago, declarado Patrimonio de la Humanidad por la Unesco.
Los restos están repartidos en una longitud de más de 200 metros a lo largo de la costa, próximos al Palacio presidencial de Cartago. Actualmente, se conservan pocas partes del gigantesco conjunto, de las cuales destacan la capilla bizantina del siglo VII, la columna del frigidarium de 12,50 metros de altura y los sótanos de las termas, lugar de trabajo de los esclavos.

## Historia
El edificio se extendía por cuatro manzanas de la ciudad, anteriormente ocupadas por un barrio residencial, destruido por un incendio. Las termas fueron construidas entre los años 145 y 162 con el permiso del emperador Antonino Pío, como muestra una inscripción dedicatoria. Algunas expresiones permiten plantear la hipótesis que su fundación se debiera a ciudadanos patricios, quizás ayudados por exenciones fiscales por parte del emperador. Esta élite probablemente quería trasladar la arquitectura de Roma a Cartago, hecho nada improbable ya que, según Alexandre Lézine, había un arquitecto romano trabajando allí.
Las termas son contemporáneas a la mayoría de los grandes edificios de la antigua capital administrativa de la provincia romana de África como el anfiteatro, el teatro y el odeón. Estos edificios fueron una representación del poder y grandeza de la ciudad. En su mayor esplendor las termas contaron con once bóvedas que ascendían a una altura de más de 29 metros.  
Las termas sufrieron una importante restauración entre 388 y 392 después de un terremoto que colapsó gran parte de las bóvedas del frigidarium (sala fría). Aunque los sótanos del caldarium (sala caliente) fueron utilizados como taller de alfarería, las termas continuaron utilizándose durante el Imperio bizantino, a pesar de que se llevó a cabo en un área más reducida. Según las técnicas constructivas empleadas, esta reorganización estaría datada en el año 530.
El abandono definitivo tuvo lugar en el año 638, de acuerdo con Alexandre Lézine. Las ruinas de las termas, a partir de ese momento, sirvieron como material de construcción. Su cercanía al mar hizo que los mármoles fueran exportados no solo a Túnez, sino a Pisa, Génova e incluso Canterbury.
El conjunto monumental fue identificado a principios del siglo XIX y las primeras excavaciones se llevaron a cabo por Alexandre Lézine y Gilbert Charles-Picard entre 1944 y 1956. Una de las columnas del frigidarium fue levantada in situ con la técnica de anastilosis gracias a un equipo tunecino y como parte de una campaña internacional de la Unesco en 1985. La columna tiene una altura de 12,50 metros y pesa 60 toneladas, mientras que su capitel mide 1,80 metros y pesa 8 toneladas. Más adelante, Jacques Vérité reconoció la fachada frente al mar como la principal del complejo, después de investigaciones realizadas por Friedrich Rakob.